# 伯克兰环形山
伯克兰环形山（Birkeland）是月球背面南半球一座大型的撞击坑，约形成于爱拉托逊纪，其名称取自挪威物理学家克里斯蒂安·伯克兰（1867年-1917年），1970年被国际天文学联合会正式批准接受。

## 描述

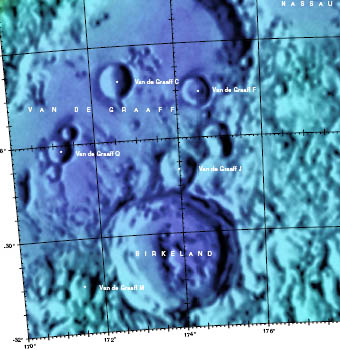
LAC-104 月图

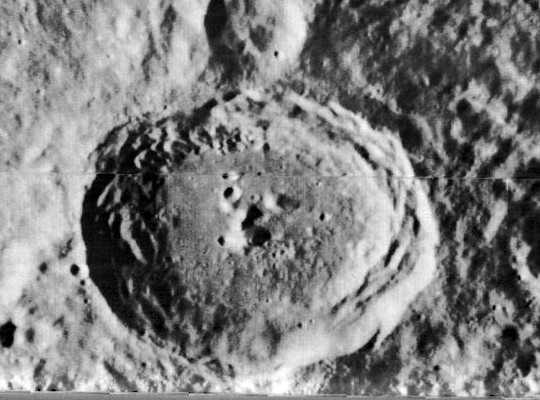
伯克兰环形山

该陨坑北面切入在8字形的范德格拉夫环形山蜂腰处；西侧毗邻泽林斯基环形山；列文虎克环形山坐落在它的东边；东南则横亘着莱布尼兹环形山。
该环形山的中心月面坐标为30°12′S 173°54′W / 30.2°S 173.9°W，直径81.64公里，深度2.8公里。
伯克兰环形山的边缘呈多边形状，已严重损毁。坑壁高出周边地形1370米，内部容积约6209.73立方千米。环坑底的内侧壁大部带有完好的阶地状结构；坑内地表除东南部地形较崎岖外，其它部分均相对平坦，表面分布有一些小撞击坑，其中最大的一座直径约有5公里；坑底中心坐落着一座中央峰，东北侧连接了一座更小的山丘。这些山丘矿物成分为辉长岩-苏长岩-橄长岩、含85-85%斜长石的斜长岩以及钙长石（An）和辉长苏长岩（GN）所组成。

## 卫星陨石坑
按惯例，最靠近伯克兰环形山的卫星坑在月图上以字母标注在该坑中心点的旁边。

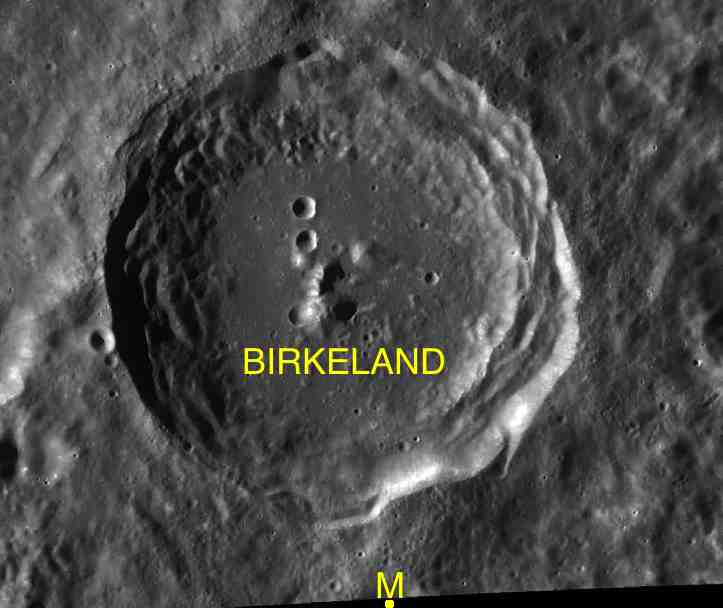
LAC-104 月图

| 伯克兰 | 纬度     | 经度     | 直径     |
| ------ | -------- | -------- | -------- |
| M      | 32.29° S | 174.3° E | 24.6公里 |

## 另请参阅
- Andersson, L. E.; Whitaker, E. A. . NASA RP-1097. 1982.
- Blue, Jennifer. . USGS. July 25, 2007  [2007-08-05]. （原始内容存档于2012-04-08）.
- Bussey, B.; Spudis, P. . New York: Cambridge University Press. 2004. ISBN 978-0-521-81528-4.
- Cocks, Elijah E.; Cocks, Josiah C. . Tudor Publishers. 1995. ISBN 978-0-936389-27-1.
- McDowell, Jonathan. . Jonathan's Space Report. July 15, 2007  [2007-10-24]. （原始内容存档于2012-05-26）.
- Menzel, D. H.; Minnaert, M.; Levin, B.; Dollfus, A.; Bell, B. . Space Science Reviews. 1971, 12 (2): 136–186. Bibcode:1971SSRv...12..136M. doi:10.1007/BF00171763.
- Moore, Patrick. . Sterling Publishing Co. 2001. ISBN 978-0-304-35469-6.
- Price, Fred W. . Cambridge University Press. 1988. ISBN 978-0-521-33500-3.
- Rükl, Antonín. . Kalmbach Books. 1990. ISBN 978-0-913135-17-4.
- Webb, Rev. T. W.  6th revised. Dover. 1962. ISBN 978-0-486-20917-3.
- Whitaker, Ewen A. . Cambridge University Press. 1999. ISBN 978-0-521-62248-6.
- Wlasuk, Peter T. . Springer. 2000. ISBN 978-1-85233-193-1.